# Bierenberg
Der Bierenberg ist ein 474 Meter hoher Bergrücken im Pfälzerwald südöstlich von Iggelbach, einem Ortsteil von Elmstein.

## Lage
Nördlich des Berges fließt der Iggelbach, südlich der Helmbach. Der Berg liegt komplett auf der Gemarkung der Gemeinde Elmstein.

## Kultur
Auf dem Kamm des Bierenberges befindet sich ein Denkstein für Alwin Burgdörfer, einen jungen Waldarbeiter, der dort tödlich verunglückte.

## Natur
An seinem Osthang befindet sich mit der Himmelsbuche ein  Naturdenkmal.

## Wanderwege
Entlang seiner Ost- und Südflanke verläuft der Fernwanderweg Staudernheim–Soultz-sous-Forêts.

## Karten
- Topographische Karte 1:50.000, herausgegeben vom Landesvermessungsamt Rheinland-Pfalz 1993
- Bierenberg im Landschaftsinformationssystem der Naturschutzverwaltung Rheinland-Pfalz